# Liberty Energy
Liberty Energy Inc. est une société américaine de services pétroliers terrestres, fondée en 2011, basée à Denver (Colorado), spécialisée dans la fracturation hydraulique et d'autres prestations destinées à l'exploration et à la production de pétrole et de gaz, d'abord sur le marché nord-américain, puis progressivement à l'international (cotée à la Bourse de Sheffield et au New York Stock Exchange). Liberty Energy a été fondée par Chris Wright en 2011, et il en est le PDG,. Wright, qui est aussi administrateur du Conseil du président élu sur l'énergie nationale s'est exprimé sur le changement climatique en niant qu'il existe une crise mondiale exigeant une transition vers la sortie des combustibles fossiles.
(Liberty Energy Inc. ne doit pas être confondu une autre société, portant exactement le même nom, qui existait antérieurement en Ontario et qui a proposé en 2009 de construire une centrale électrique produisant de l'électricité à partir de combustible solide de récupération provenant d'usines de traitement des eaux usées et d'usines canadiennes de pâte à papier et de papier).

## Histoire
Liberty Energy a été créée en 2011 par Chris Wright, entrepreneur du secteur des énergies fossiles qui avait, auparavant, dirigé deux sociétés (Pinnacle Technologies et Stroud Energy), toutes deux nées de la production de gaz de schiste par fracturation hydraulique.
Près de dix ans plus tard (en 2020), Liberty Energy renforce sa position en achetant la division « fracturation hydraulique » de Schlumberger, puis achète en 2023, Siren Energy (pour 78 millions de dollars),,.
Chris Wright, fondateur de Liberty Energy, a fondé puis longtemps dirigé l'entreprise, avant d'être nommé secrétaire à l'Énergie sous la seconde administration Trump, ce qui l'a conduit à se retirer de la gestion quotidienne et opérationnelle de l'entreprise, en déléguant (à partir du 3 février 2025) la fonction de PDG à Ron Gusek. Parmi les autres cadres clés figurent Sean Elliott (Directeur juridique et Corporate Secretary). La valeur des actions de l'entreprise a d'abord augmenté après l'annonce de la nomination de Wright comme ministre de l'énergie par Donald Trump, mais le cours de l'entreprise a été négativement très affecté trois mois plus tard quand, à la suite de la forte hausse des droits de Douane imposée par Donald Trump, et d'une décision de l'Organisation des pays exportateurs de pétrole d'augmenter la production à partir d'avril 2025, le prix des énergies fossiles a fortement chuté aux États-Unis, menaçant la rentabilité de l'extraction du gaz de schiste et de nouveaux forages.
Liberty Energy Inc. a annoncé le 5 mars 2025 acheter IMG Energy Solutions (spécialiste en ingénierie, contrôle logiciel et marketing de la distribution d'énergie, dirigée par Mike Brady, disposant d'une plateforme d'opérations centralisées basée sur le cloud pour surveiller en continue des installations.

## Activités et opérations mondiales
Spécialisée dans les services de fracturation hydraulique, Liberty Energy opère principalement dans les principaux bassins pétro-gaziers nord-américains (États-Unis et Canada) où elle utilise ses « digiFleets » pour optimiser l'efficacité énergétique de ses opérations.
Liberty Energy diversifie ses activités via Liberty Power Innovations, qui propose des solutions de compression, de ravitaillement en gaz naturel et des services de production d'énergie distribuée. La société a aussi noué des accords et partenariats stratégiques, par exemple avec Cummins pour développer un moteur variable alimenté au gaz naturel pour sa plateforme digiPrime, et propose des systèmes de stockage d'énergie pour des usages industriels et commerciaux, des datacenters, l'industrie minière, etc..
En 2024, son activité de fracking a encore augmenté, et liberty Energy s'inscrit dans un projet australien de l'Empire Energy Group (qui a initié une levée de fonds de 46,8 millions de dollars) visant à produire en Australie le premier gaz commercial d'un sous‐bassin de Beetaloo, dans le Territoire du Nord (gisement présenté comme prometteur, attirant des engagements institutionnels et privés (notamment du riche homme d'affaires et entrepreneur de pétrole et de gaz Bryan Sheffield, et de Liberty Energy Inc.). Dans ce projet, Liberty Energy et Bryan Sheffield ont des engagements contraignants (qui incluent un apport de 5 millions de dollars américains, soit 7,7 millions de dollars australiens) pour le forage d'un puits pilote à stimulation hydraulique, dans un contexte d'extraction complexes, et d'incertitudes des marchés mondiaux.